# Серраманна
Серраманна (італ. Serramanna, сард. Serramanna) — муніципалітет в Італії, у регіоні Сардинія, провінція Медіо-Кампідано.
Серраманна розташована на відстані близько 410 км на південний захід від Рима, 29 км на північний захід від Кальярі, 17 км на південь від Санлурі, 17 км на схід від Віллачідро.
Населення — 9233 особи (2014).

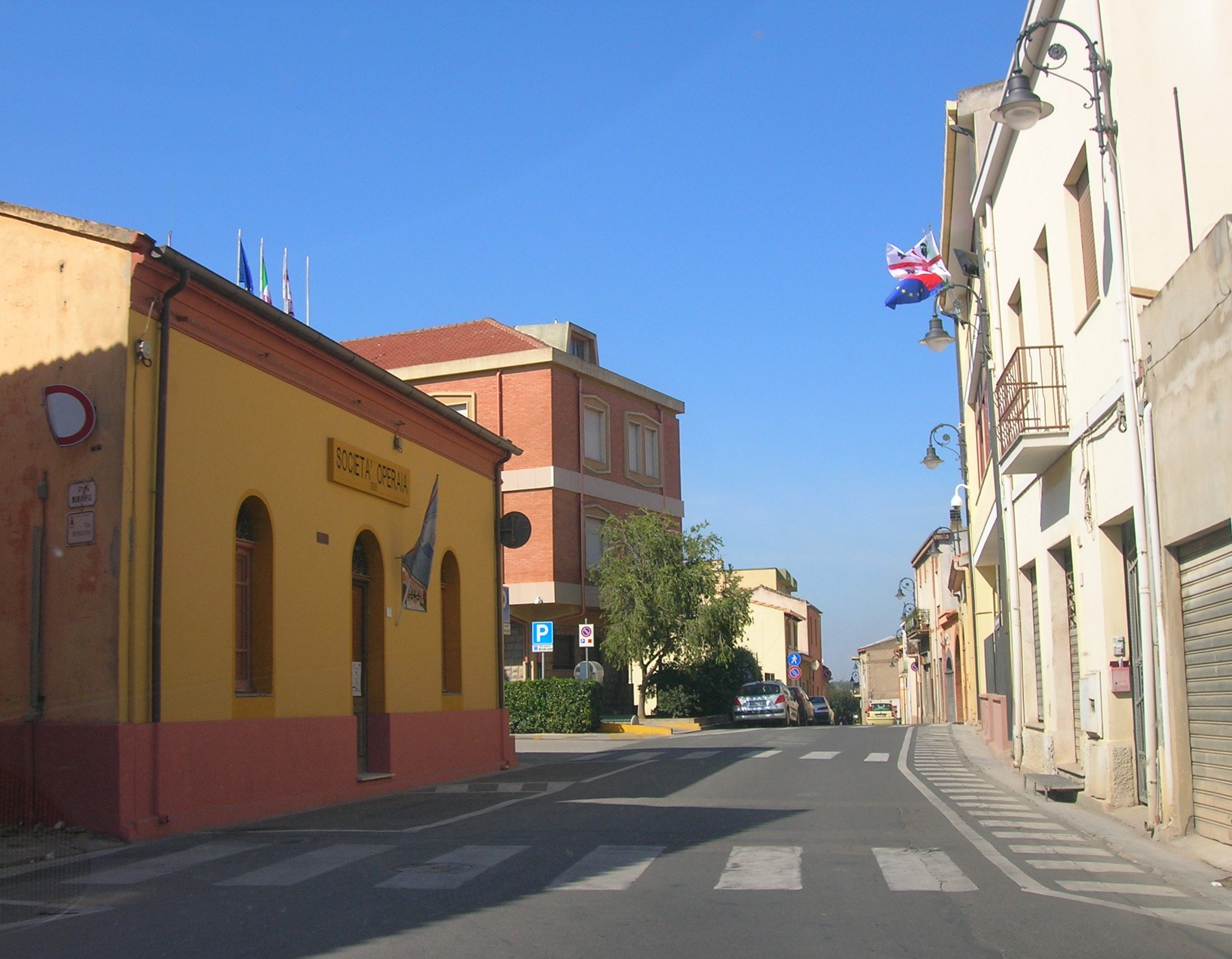

Щорічний фестиваль відбувається 6 листопада. Покровитель — San Leonardo.

## Галерея зображень

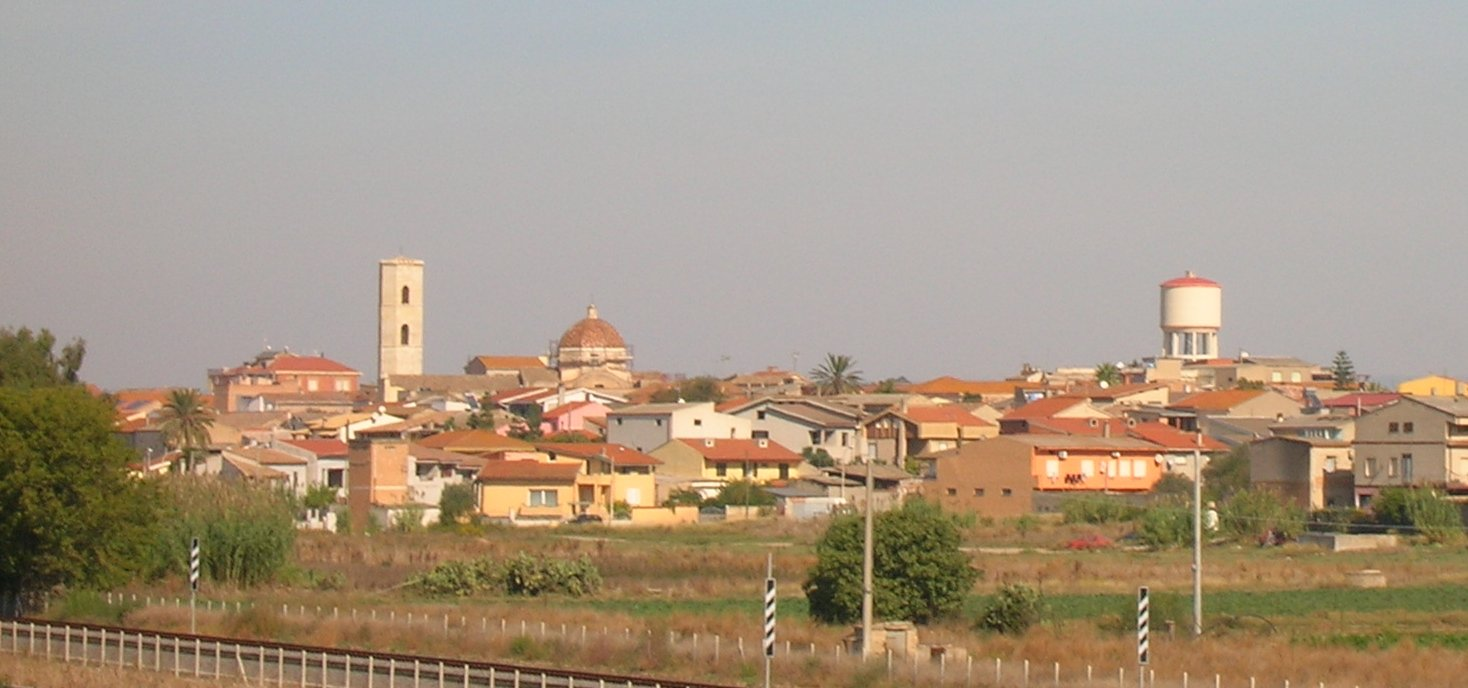
Панорама Серраманни

## Демографія
Населення за роками:

Станом на 1 січня 2023 року в муніципалітеті офіційно проживав 151 іноземець з 29 країн, серед них 39 громадян країн Євросоюзу та 7 громадян України.

## Сусідні муніципалітети
- Нурамініс
- Самассі
- Санлурі
- Серренті
- Віллачідро
- Віллазор